# Isak Abrahamsen
Isak Abrahamsen, född 28 april 1891, död 29 april 1972, var en norsk gymnast.
Abrahamsen tävlade för Norge vid olympiska sommarspelen 1912 i Stockholm, där han var med och tog guld i lagtävlingen i fritt system. 